# Ліски (Коломийський район)
Ліски́ — село в Україні, у Коршівській сільській громаді Коломийського району Івано-Франківської області.

## Розташування
Ліски розкинулися на пагорбах за 15 км від Коломиї. З півночі село межує з селом Жукотин, на сході до села прилягає село Велика Кам'янка, на півдні — Мала Кам'янка, а на заході межує з великим селом Коршів. З півночі, півдня і сходу від села простягаються ліси.

## Топоніміка

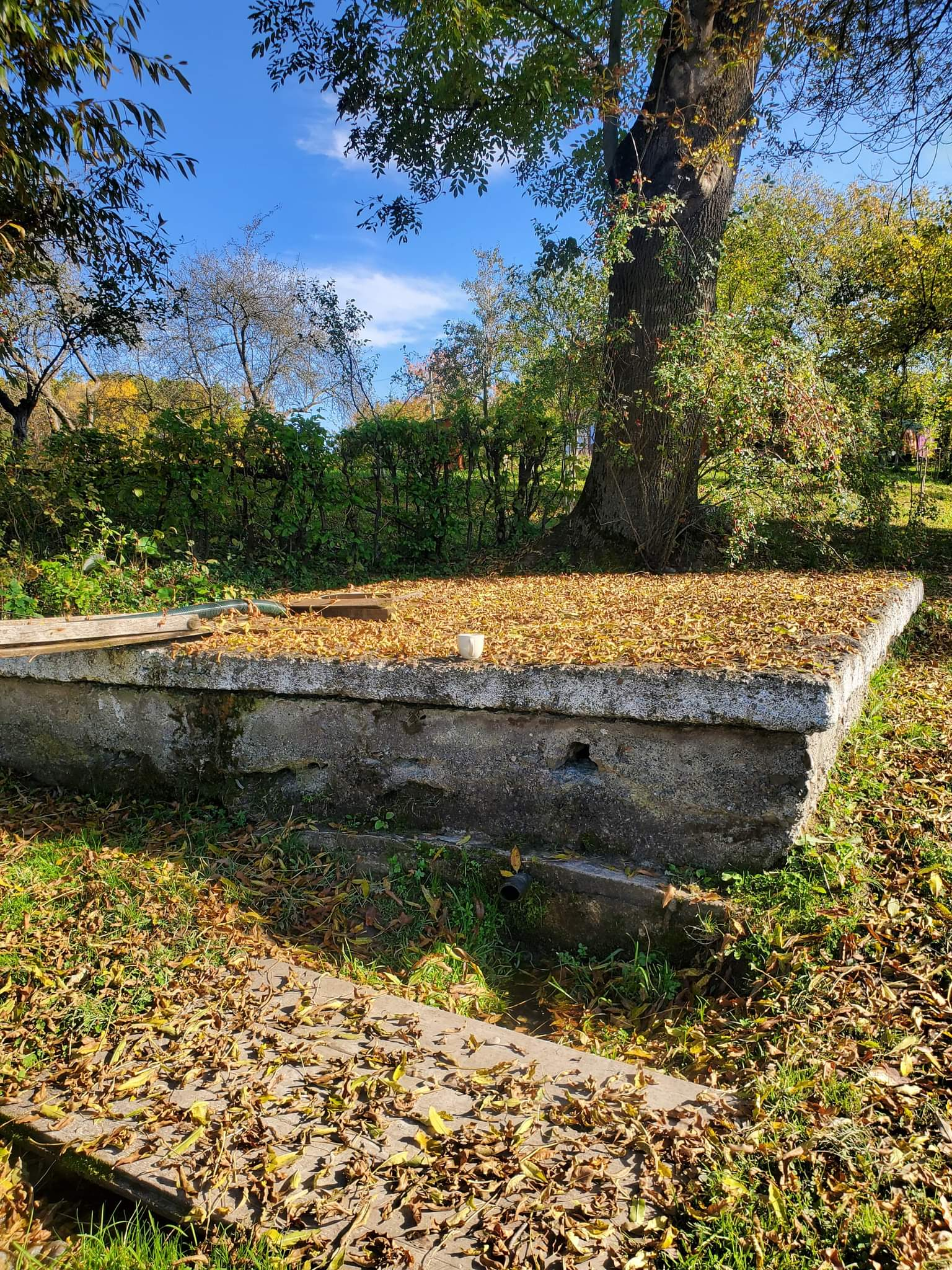
Природне джерело прісної води "Ґуральня".

За народними переказами ця назва походить від того, що в сиву давнину тут були великі ліси, що були власністю поміщиків села Коршів.
На території нинішнього села густо росла ліщина. Від слова ліски і пішла назва села Ліски. Історія села тісно пов'язана з сусідніми селами Коршів і Казанів.

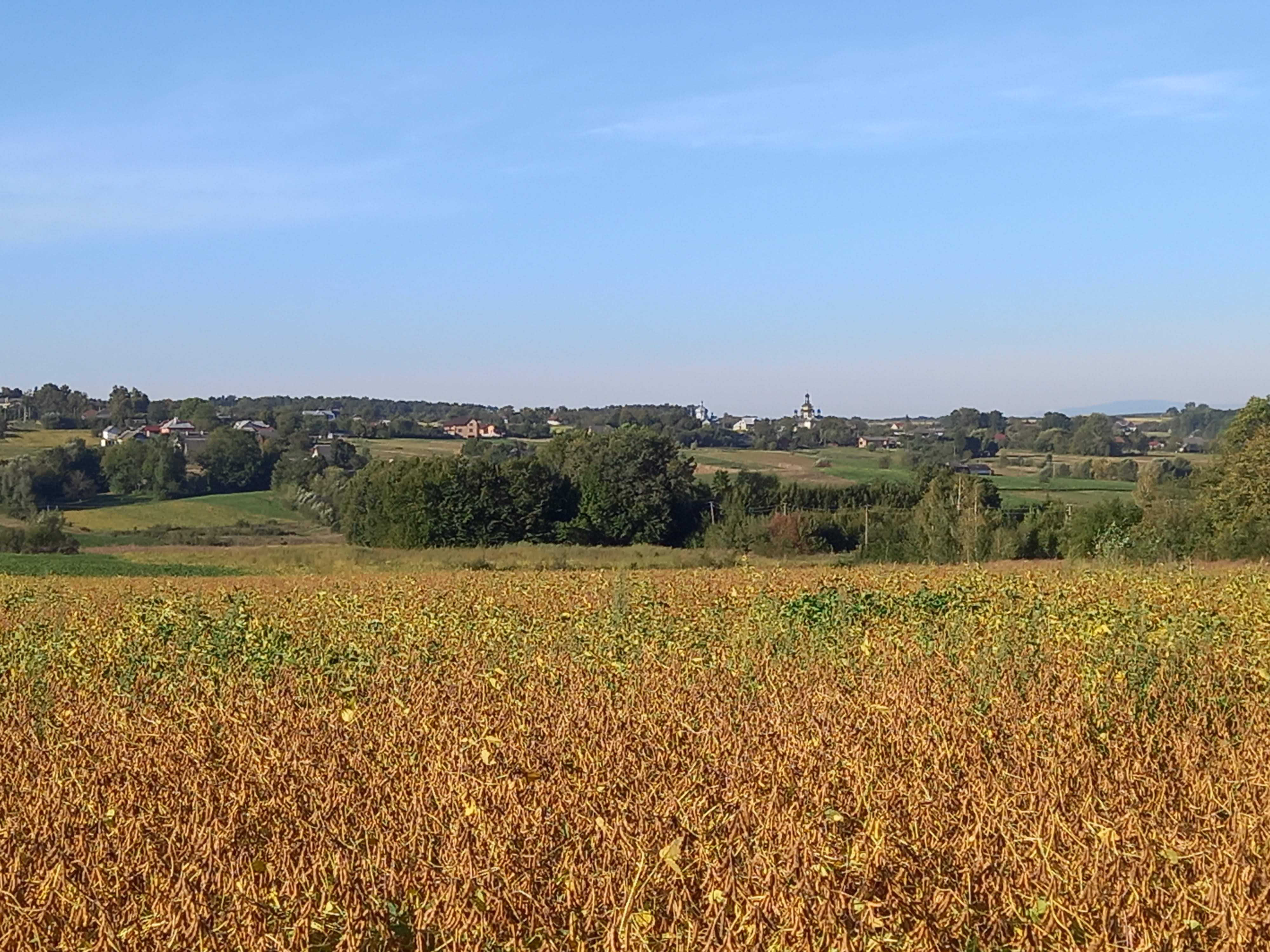

Село має такі кутки: Царина велика, Царина мала, Могилки, Запуст, Ставищі, Ґуральня, Перегорода, Греблі, Качіча. Старожили розказували, що на кутку Могилки колись науковці відкопали меч давнього воїна і забрали до музею. Територія «Могилки» отримала таку назву від того, що там полягло багато козаків в боях за село під проводом полковника Семена Височана. Вдячні мешканці села, в пам'ять цієї події, на околиці села, встановили хрест біля дороги, що веде до Кам'янецького лісу. На хресті напис: «На честь полеглих козаків під проводом Семена Височина (1648—1655 рр.)». На кутку, що зветься «Ґуральня», є природне джерело прісної води, яке має таку саму назву «Ґуральня». Українські словники тлумачать це слово так: «Старовинний спиртово-горілчатий завод, винокурня. Підприємство мануфактурного типу, де перероблялось зерно на горілку». По цій назві можна стверджувати, що в селі був завод і на основі цієї води виробляли горілчані вроби. На початку 70-х років двадцятого століття приїжджала спеціальна комісія і брали воду з цього джерела на аналіз, визначали скільки витікає води за одиницю часу. Було припущення, що на тому місці збудують завод мінеральної води, або санаторій. Вода з цього потічка із півдня тече через усе село на північ і впадає в річку Чорняву, Чорнява в Прут, Прут в Дунай, а Дунай в Чорне море. Із цього джерела «Ґуральня» вода сама тече по трубопроводу в водонапірну вежу в с. Коршеві, оскільки джерело находиться вище від верхньої точки вежі. До «Ґуральні» приїжджають набирати в великі цистерни води з навколишніх сіл: Жукотина, Казанова, Черемхова.Красиво виглядає село споглядаючи його з пагорба Великої Царини.

## Історія

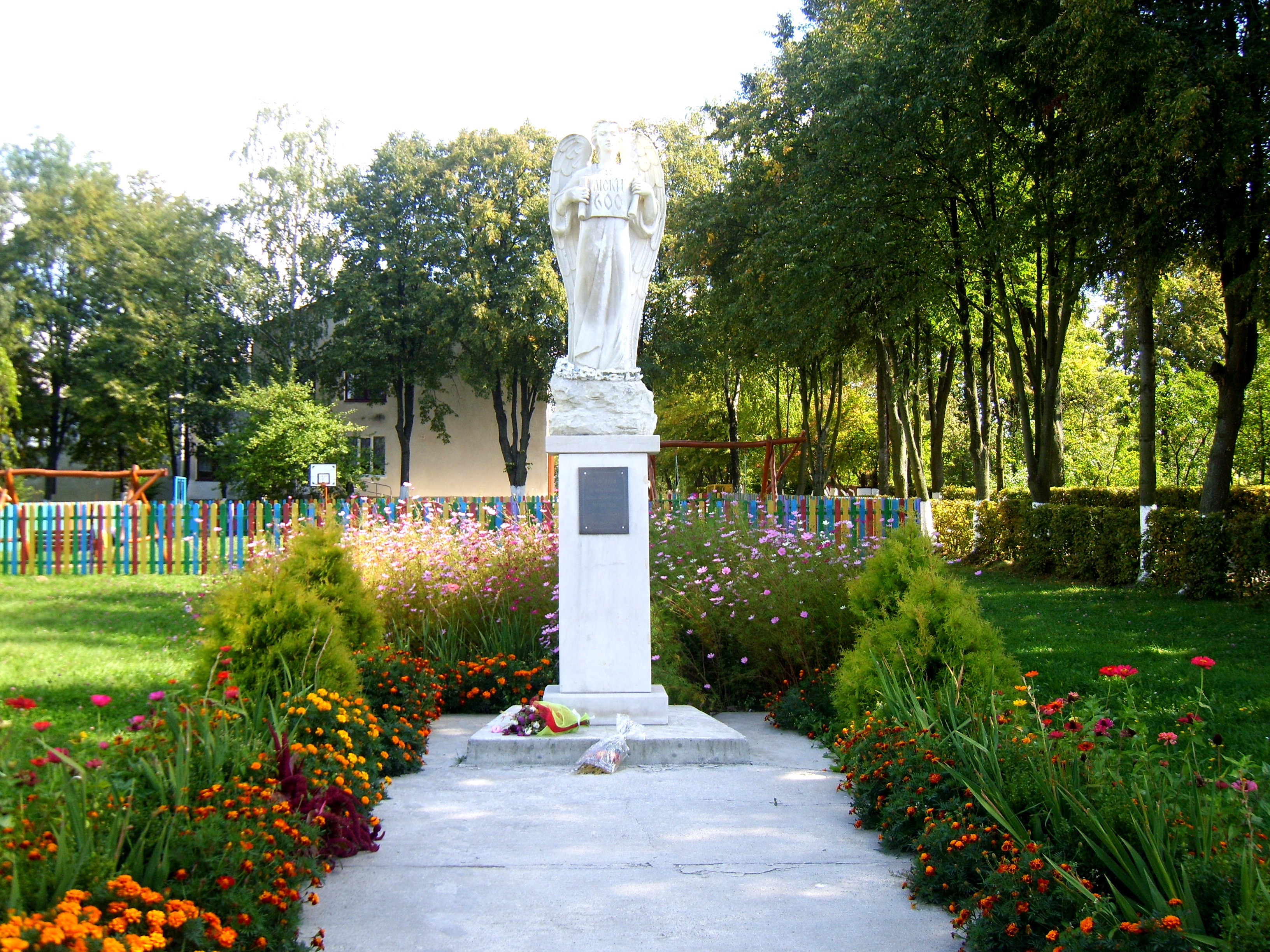
"Ангел хранитель" - пам'ятний знак в честь 600-ліття с.Ліски

Історик, професор Володимир Грабовецький та краєзнавець з м. Коломиї Михайло Миронюк пишуть, що знайшли згадку про село Ліски, яка відноситься до 1410 року.
31 грудня 1990 року селам Коршеву і Ліскам виповнилось 580 років з часу першої писемної згадки, але звичайно, не з часу свого заснування. Ці старовинні поселення Коломийщини були засновані ще задовго до 1410 року, бо вже до того часу були власністю королів, польського, литовського, руського Володимира й урешті 31 грудня 1410 року король віддав їх у власність свого слуги Івана Козеня.
У книгах галицького суду є згадка, датована 11 березня 1448 року.
Виявлено другу згадку про село Ліски з 1453 року. В цій згадці подається прізвище свідка Гринька, який був присутній у Коломийському суді під час розподілу маєтків у селі Ліски між дітьми дідича Павла Прецлавського.
!8 липня 2010 року на урочистому зібранні громада села разом з гостями, які приїхали з різних куточків України, відсвяткували 600-ліття від дня заснування села. В честь цієї події коштами односельчан був встановлений пам'ятник «Ангел хоронитель». Встановлений неподалік нинішньої школи, через дорогу від «Гостинної Хати». Урочисте відкриття відбулося 6 листопада 2010року. На пам'ятникові напис: «Пам'ятка
на честь 600-річчя
першої писемної згадки
про село Ліски
жовтень 2010 рік
громада села»

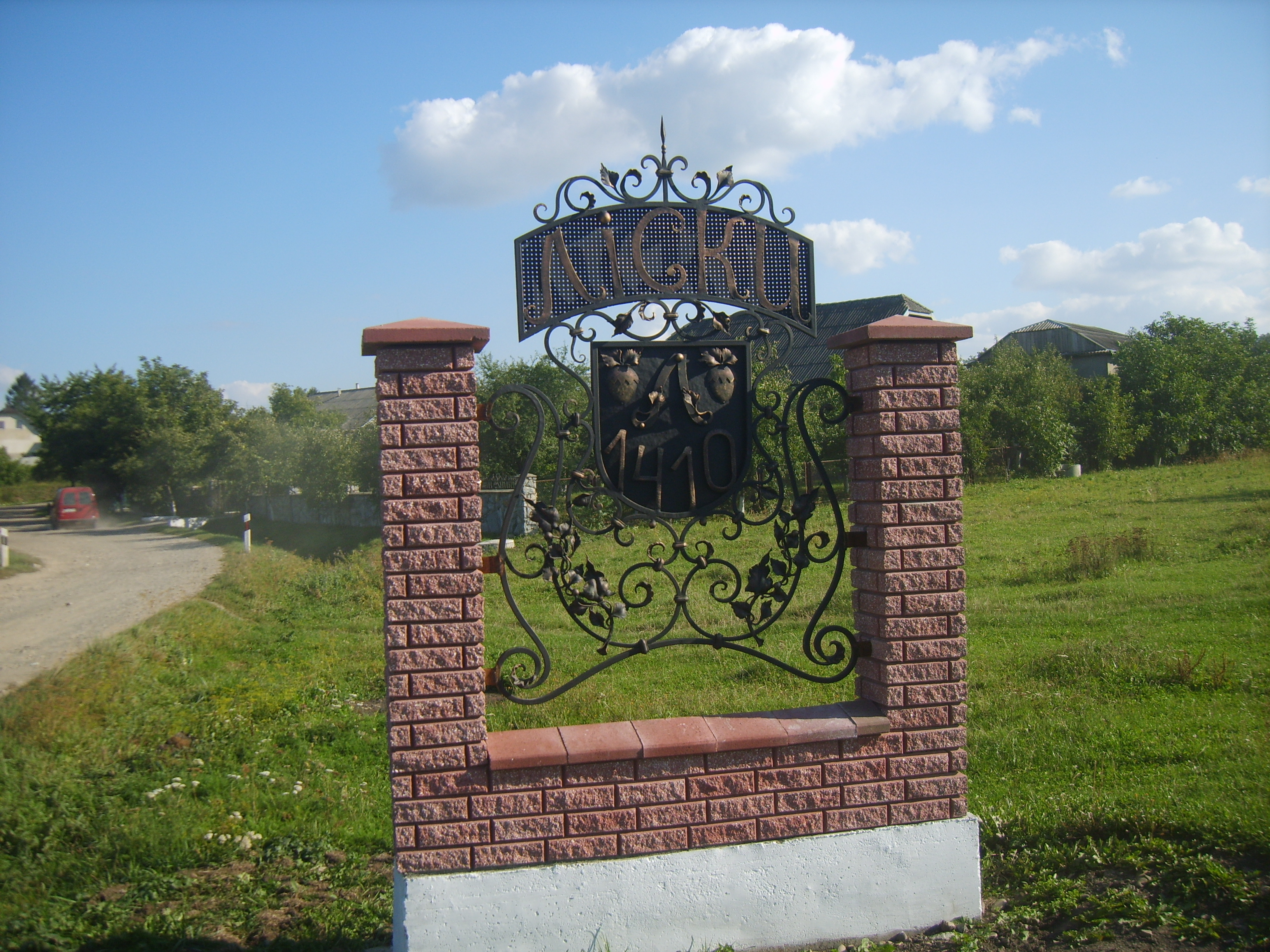
Знак при в'їзді в с. Ліски з боку с. Коршів.

На узбіччі дороги, що веде з Коршева в Ліски, де починається територія Лісок, з правої сторони, лісківчани встановили дорожний знак. На бетонному фундаменті з червоної декоративної цегли викладені дві колони, а між ними з металу виготовлені ковані дві гілки із листочками. На самому верху з металу напис — «Ліски», нижче — «1410».

### Феодальний період
Спочатку на територію теперішніх Лісок приїжджали вуглярі, тому що тут було багато осикових, березових дерев, які були потрібні для випалювання вугілля. Згодом, коли вуглярі вирубали багато дерев, залишалася саме ліщина. На цих землях дідич погодився побудувати будинки. Спочатку дідич прислав сюди сім'ю кріпака Коцабу, а потім і його брата. Ці люди корчували пні, щоб можна було орати. За це їх прозвали Корчевими. Через кілька років тут дідич поселив гончаря Гаврищука, сім'ю гарбаря Коржинського, сім'ю Ясінського й ін. Тут поселилися також брати Іван та Дмитро Паньки з Чорних Ослав.
Коли кількість сімей в селі зросла до тридцяти, жителі побудували на горбку церкву. Навколо церкви був цвинтар. Через кілька років церква згоріла від запаленої свічки, яку забули погасити після хрещення дитини. На тому місці тепер залишився старенький цвинтар, який заріс травою і чагарниками, де лежать поодинокі могильні кам'яні плити.
Жителі села в минулому були хліборобами. Земля давала низькі врожаї. Хліба і картоплі ледве вистачало до нового року. Село оточував ліс, а тому у вікна низьких хатинок часто вночі заглядали вовки. Село було тоді дуже бідне. Город становив здебільшого усе майно господаря. Становище селян-кріпаків було дуже важким. Вони працювали з ранку до пізнього вечора на полі феодала. Селяни—кріпаки не мали ніяких прав. Жили вони в убогих хатах з солом'яними стріхами, з низенькими віконцями. Одягались дуже бідно. Про освіту не було і мови. Таким було село Ліски в часи феодально-кріпосницького ладу.

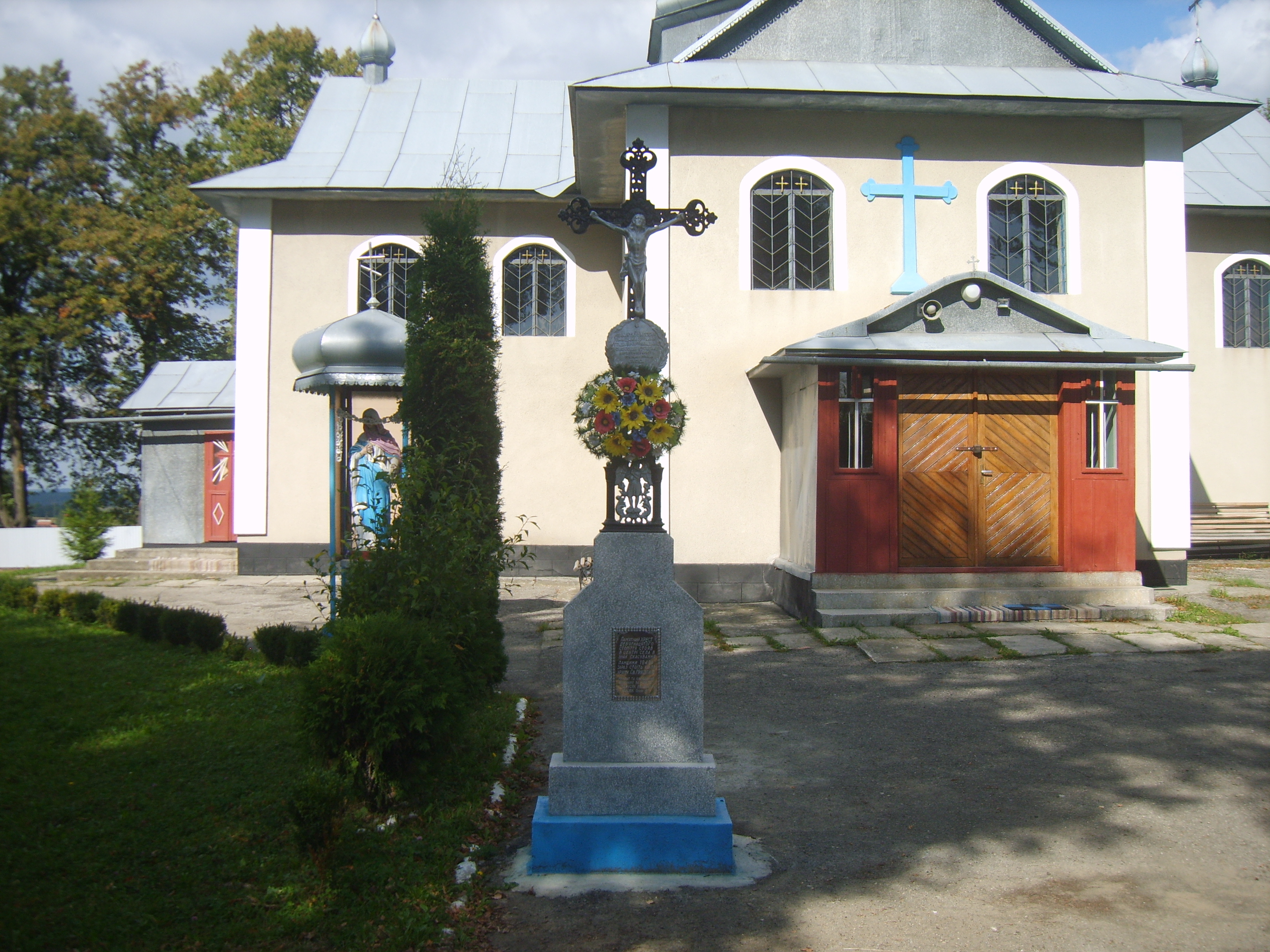
Пам'ятний хрест на честь скасування панщини.

### Австрійський період
3 травня 1848 році в Австро-Угорській імперії кріпацтво було скасоване. Радо зустріли цю звістку жителі села Ліски. За добровільні внески вони спорудили в селі пам'ятник на честь дня скасування кріпацтва. Це найдавніший пам'ятник, що зберігся. Він стояв на роздоріжжі в центрі села напроти магазину, обнесений невеличкою огорожею. У 1960 році його перенесли на церковне подвір'я, де знаходиться зараз. Пам'ятник має форму чавунного хреста з розп'яттям на чотирисхідчастому бетонному постаменті з написом: «На пам'ятку знесення панщини 3-го мая года 1848-го надане свободи рускому народови сей крестъ поклала громада Льски». З часом цей пам'ятник був відреставрований за кошти Марусяк Василя М. і Івасюк Ганни М.
Колишній священник Іван Ісаїв писав у 1937 році: "На пам'ятку скасування панщини відправлялася щороку 16 травня Служба Божа, а потім з процесією йшли ми до хреста поставленого з того приводу ще в 1848 р. На вишитій скатертині несли паску — велику як решето, а над нею при хресті відправляв я парастас та панахиду. По відправі старші гостилися у когось в хаті, споживаючи паску, а молодь «бавилася».
Кріпацтво було скасоване. Але багато земель і далі залишилось в руках дідичів. В 1857 році поміщик Зенон Кшичинович у селі Лісках мав 71 морг землі, 52 морги лугів і городів, 14 моргів пасовищ, 1082 морги лісу. Цьому дідичеві разом належало 1219 моргів землі. Селяни мали 422 морги землі, 138 моргів лугів і городів, 14 моргів пасовищ. Тобто селянам належало тільки 674 морги землі. У 1857 році в селі проживалоло 671 особа. Таким чином, більшість земель села належала дідичеві. Селяни змушені були йти до пана на строкові або поденні роботи через безземелля або малоземелля. Кількість населення швидко зростала.

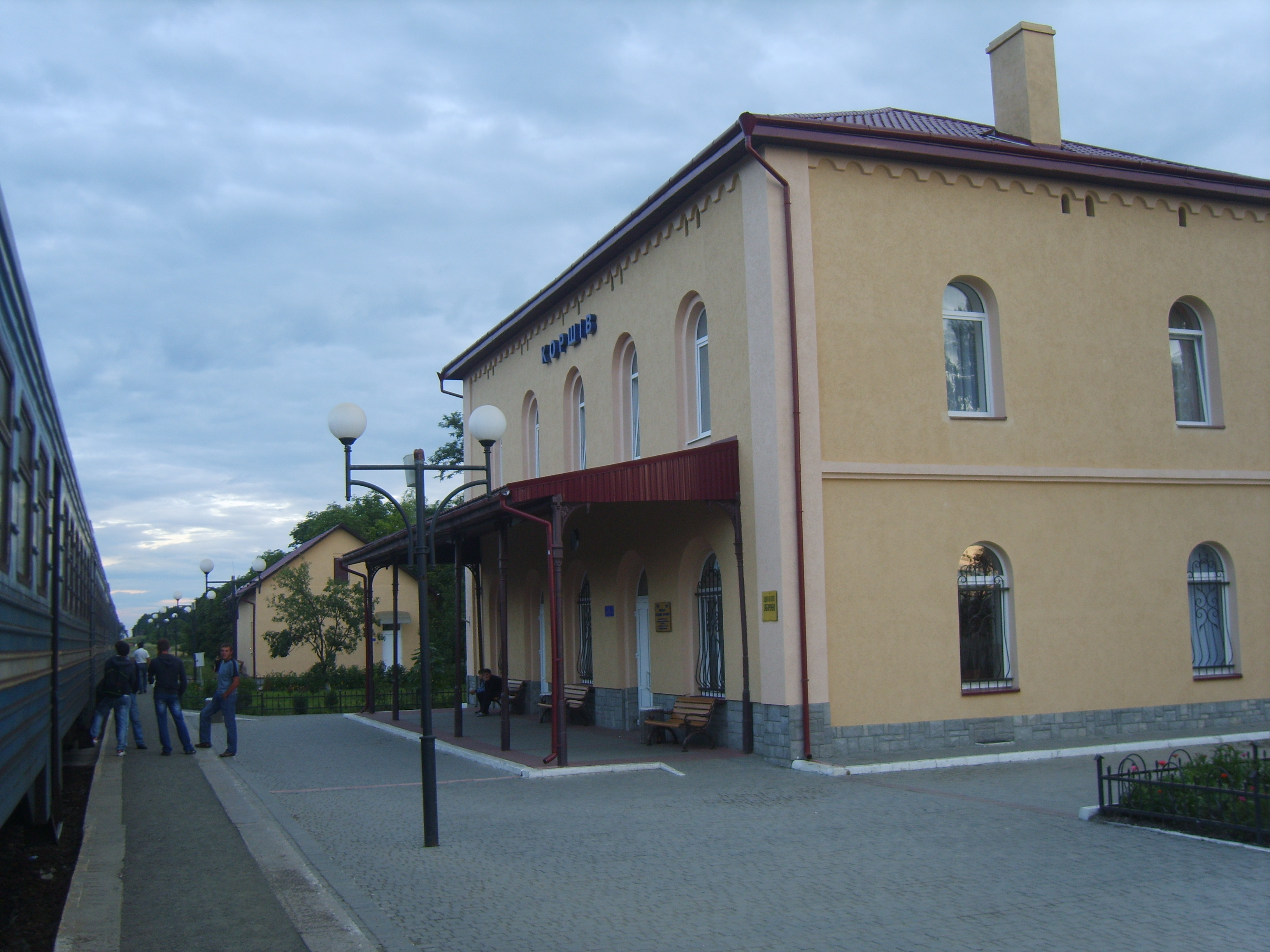
Залізничний вокзал в с. Коршів.

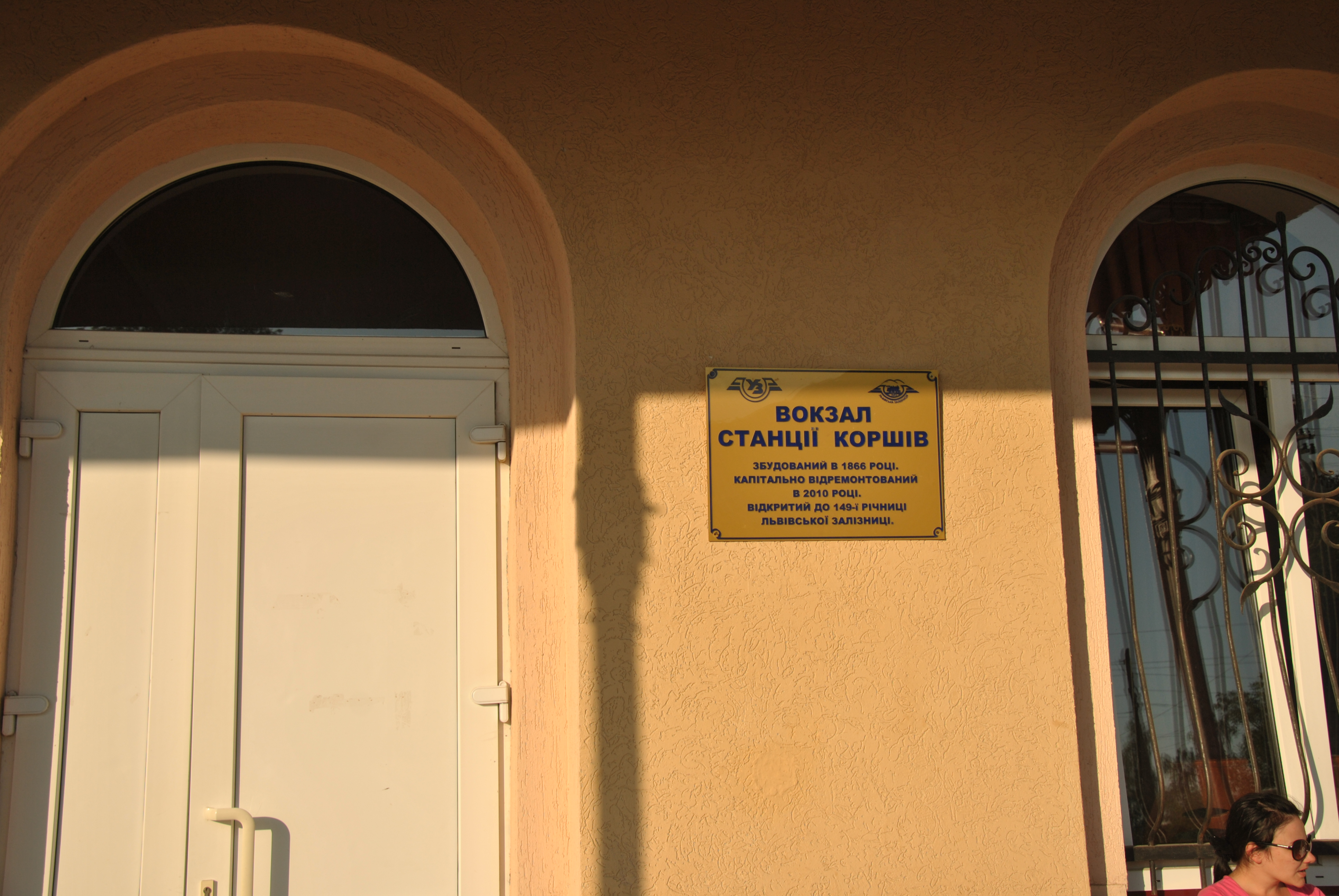
Залізничний вокзал після капітального ремонту в 2010 році.

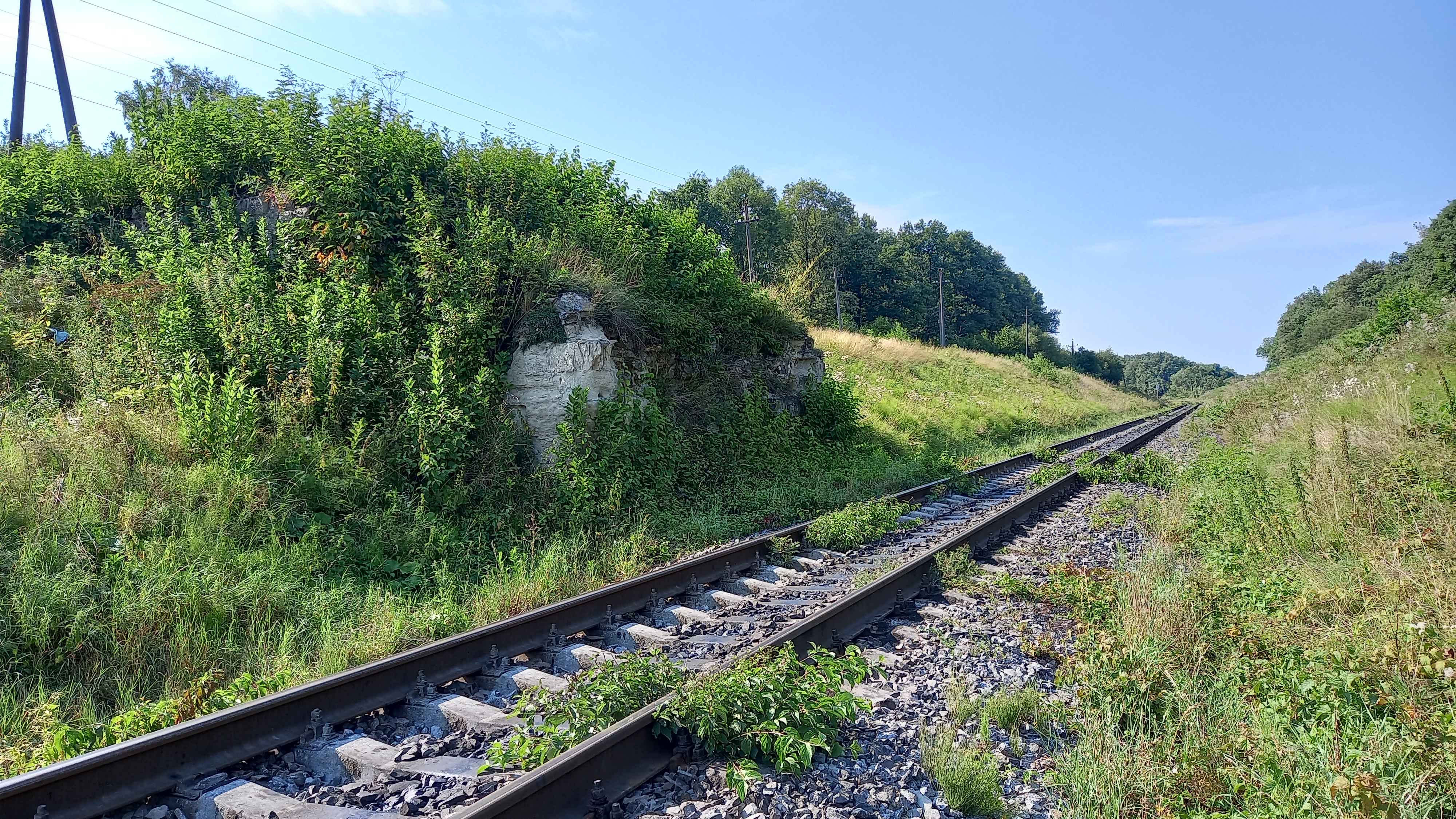
Залишки зруйнованого мосту через залізницю в с. Ліски на Івано-Франківщині.

Великим надбанням для мешканців села Лісок стала залізниця, яка була збудована практично за 18 місяців. Її святкове відкриття відбулося 1 вересня 1866 року. Перший потяг, прикрашений квітами, (із зупинками) подолав відстань від Львова до Чернівців, в 267 кілометрів за 7 годин. Залізниця пролягла через такі станції: Ходорів, Станіслав (нині Івано-Франківськ), Отинія, Коршів, Коломия, Снятин. У Лісках через залізницю було збудовано два мости: один, ближче до станції Коршів, яким можна добратися на Запуст (житловий район Лісок), а другий міст з'єднував центр села із сільським цвинтарем. Перед Другою світовою війною його розібрали, залишилися від нього тільки руїни. Зі станції Коршів лісківчани можуть добратися потягом хоч в обласний центр — Івано-Франківськ, хоч в районний — Коломию. З часу відкриття залізниці і по сьогодні (28.03.2022р) (пройшло 155 років) на залізниці суттєвих змін не відбулося — одноколійна гілка і та не електрифікована.
В 1900 році населення села Лісок становило уже 1183 жителі. З них українців — 1089, поляків — 5, а євреїв — 89.
Великим добром для села стала парцеляція двору й господарське життя стало кращим.
У 1906 році Митрополит Андрій Шептицький, за посередництвом тодішнього пароха в Балинцях, а пізнішого начального управителя всіх Митрополичих дібр о. Мітрата Тита Войнаровського, купив двір у Коршеві, а з ним весь двірський ліс і поле в Коршеві та Лісках. І розпарцелював те все поле в Коршеві та Лісках — за дуже доступною ціною поміж селян обох сіл. Це відразу поставило Ліски «на ноги» та рятувало їх від нужди.
З Лісок немало хлопців, що боролись в рядах австрійської армії, пішли до Українських Січових Стрільців та УГА. 19 лютого 1919 року, на українсько-польській війні під Львовом загинув Гритчук Василь Федорович. Він похоронений на лісківському цвинтарі. На його могилі рідний брат Дмитро спорудив оригінальний пам'ятник з металлу, у формі березового хреста. На хресті табличка-нержавійка з написом:
Тут спочиває

Гритчук Василь Федорович

1895–1919

Тут у землі сирій

лежить стрілець молодий,

що загинув у бою

за землю свою.
На цьому цвинтарі є могила вістового УСС Савчука (Українчука Дмитра, 1891—1943), що до смерті носив ворожу кулю у грудях.

### Польська окупація
У 1921—1922 роках жителі села відмовились служити в польській армії.
Тільки після численних арештів і знущань окупантам вдалося примусити молодь служити в польській армії. Становище трудящих села в роки польської окупації було важким. Багато людей покидали рідне село й виїжджали в Канаду й Аргентину, шукати «кращої долі».
У 1929—1930 роках польська влада посилила звільнення з роботи українців. Багато жителів працювало на залізниці й прийшлось залишити роботу. Поляки не звільняли тих, які міняли віру на римо-католицьку й переписувались на поляків. Не маючи землі, будучи звільненими з роботи, деякі сім'ї були приречені на загибель. Через звільнення з роботи житель села Тимофіїв Василь збожеволів і помер, залишивши жінку і маленьких дітей. На селян поляки накладали великі податки: платити за землю, за користування дорогою, за утримання собак та свійської птиці. Селяни не мали змоги купити товари першої необхідності.
У 1921році у Лісках налічувалося 248 дворів, а населення складало 1214 чоловік. У 1930-х роках село нараховувало 350 дворів.

#### Церква

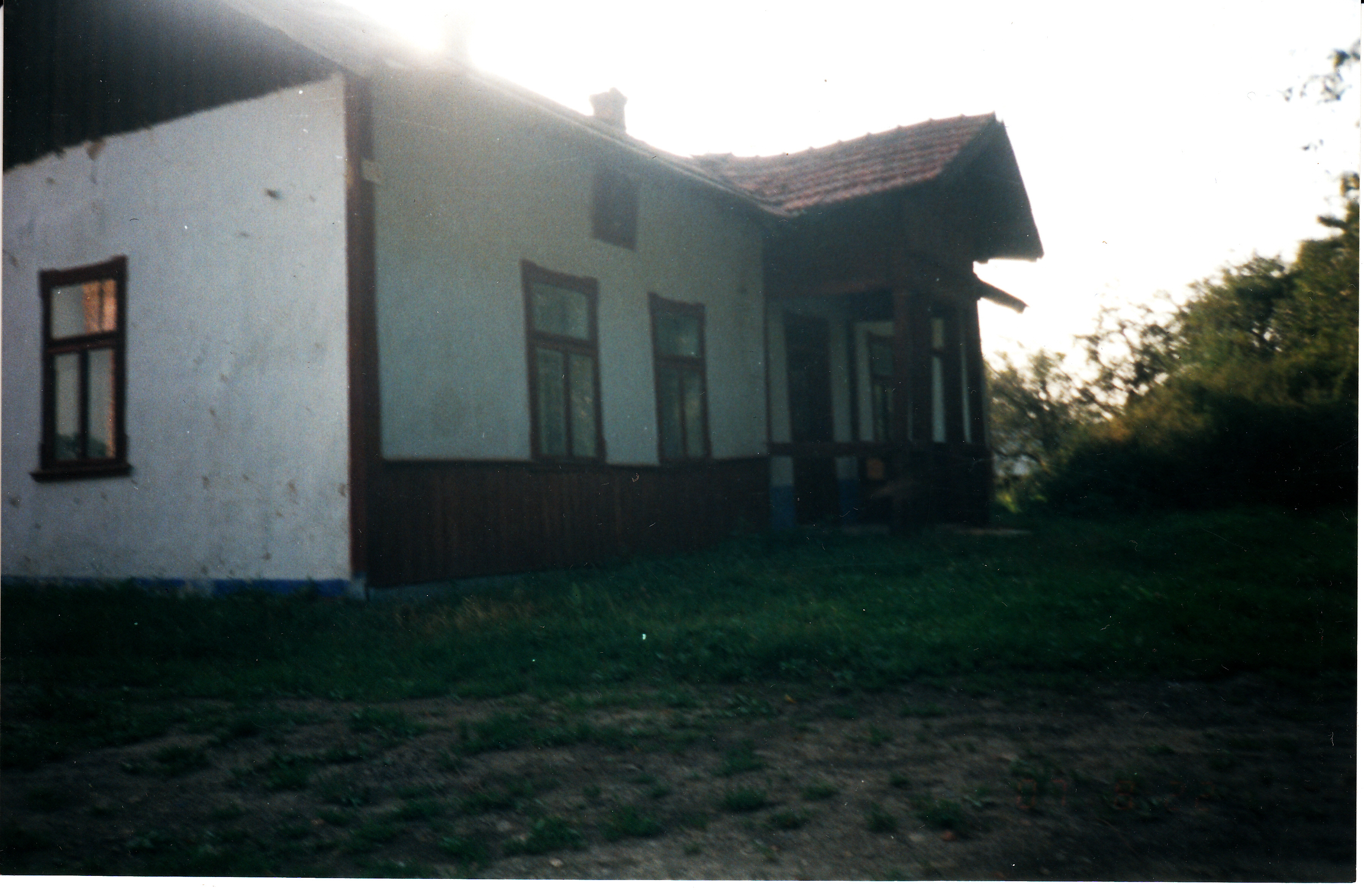
Резиденція греко-католицького служителя.

Зведені дані про село дає «Шематизм Всего клира Греко-католицької Єпархії Станіславської, на рік Божий 1935», а саме: «Деканат Жуківський. Ліски. Село. Парохія. Церков св. о. Николая, дер., вист. і благ. 1877. Одна придорожна капличка. — Патрон: Вільного надання — Завідатель парохії: о. Николай Огоновський, род. 1880, рукоп. 1910, жен. — ч. д., гр. кат. — 1289, лат(инників) — 14, жи(дів) — 54. (Виемігрувало до Канади і Аргентини гр.- кат. д. 51, переселилось на лучші землі 63). — Школа етатова систем. 4-клясове, утраквістична. Брацтво церковне, членів 192. Товариство Апостольства Молитви в злуці з Найс.-Серцем Ісуса, членів 56. Бібліотека церковна, книжок 60. Воєвід. Станіславів, староство, суд, і каса скарб. Коломия 16 км пошта, тел. і зал. Коршів 2 км.»

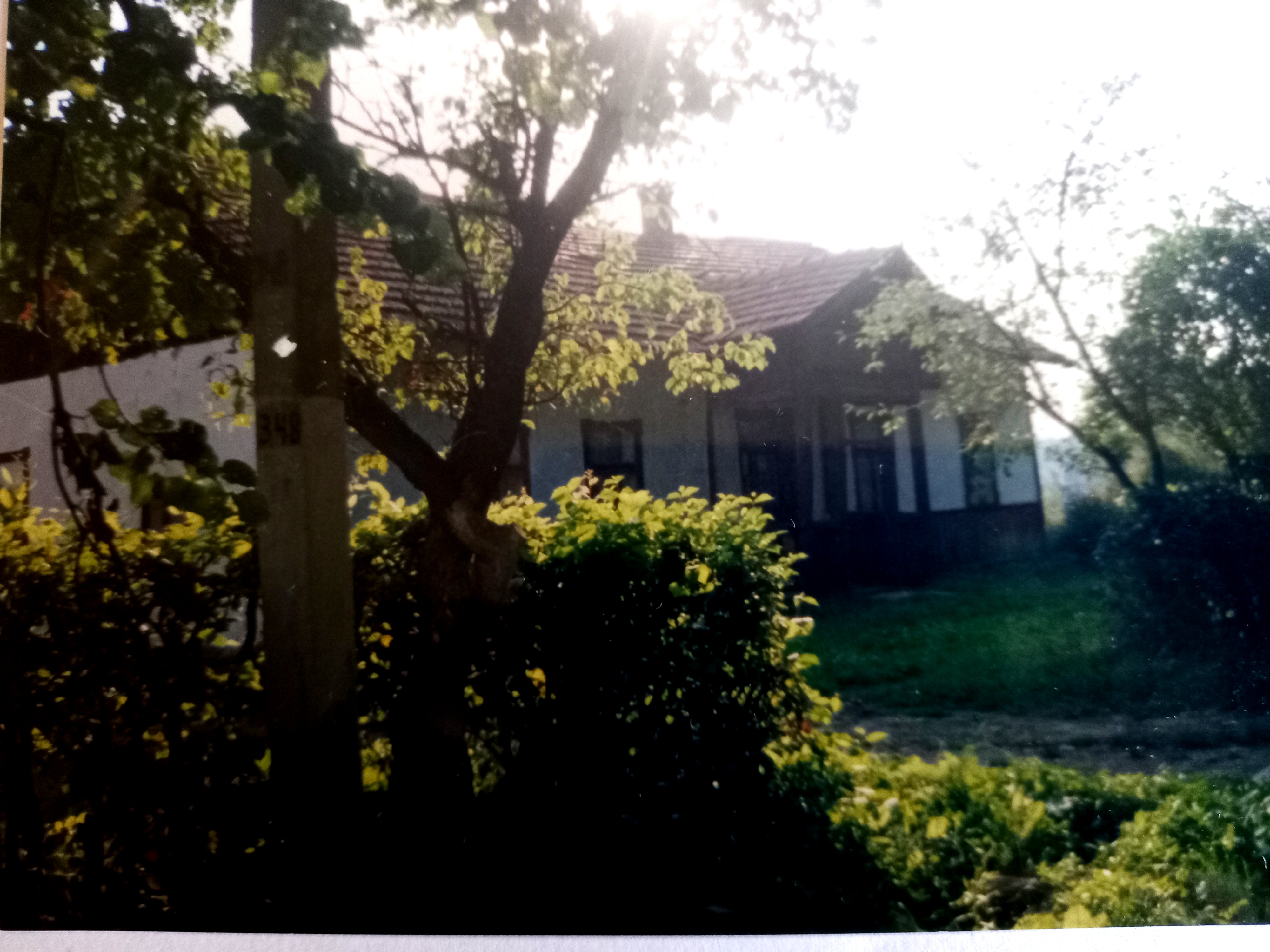
Ця резиденція служила учням, як навчальний заклад.

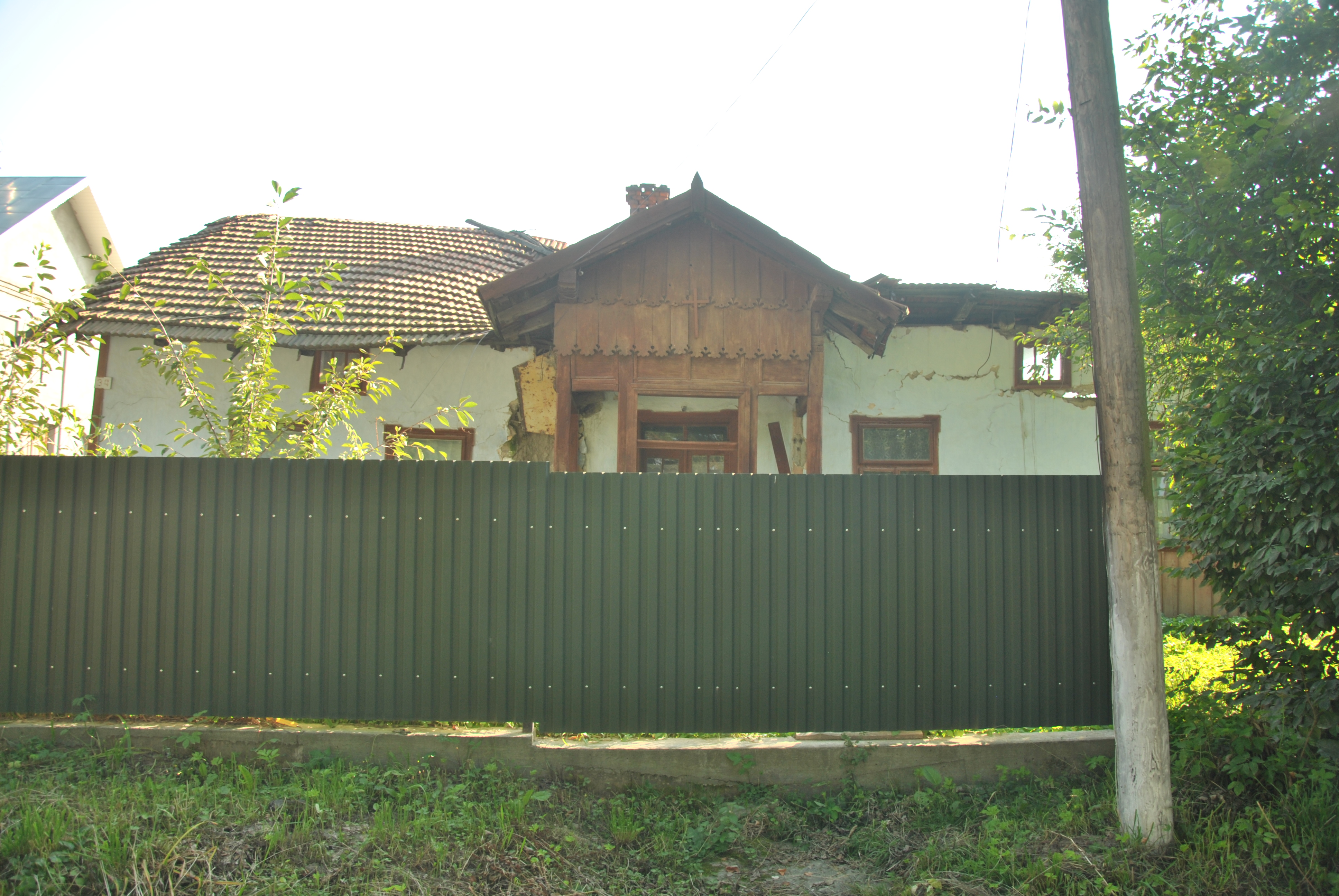
Резиденція почала руйнуватися...

Друга дерев'яна церква святого Николая, гуцульського стилю, була збудована на пожертви селян під керівництвом майстра із Корева Бойчука у 1877 році. Навпроти церкви, через дорогу, була збудована резиденція священослужителя, у споруджені якої брав участь Пижук Дмитро Іванович, у якій, після закриття ГКЦ, розмістили три класи і майстерню для потреб школи, де навчались діти більше десяти років. Рядом з резиденцією, уже за незалежності України, лісківчани збудували кам'яну церкву для греко-католиків, а резиденцію, як історичну споруду, яка почала руйнуватися, не спасли — розібрали.
Якраз про цю церкву ширше споминає о. Іван Ісаєв у брошурі «Кілька споминів про Ліски», що видана у Львові 1938 року. Вона десятиліттями стояла, вицяцькувана, як писанка, увічнювала пам'ять селян, що пішли навічно з життя. У ній служили священики Василь Мидловський, Іван Ісаїв, (за часів Австро-Угорщини), Іван Сорока, Іван Дутчак, Йосип Микитин, Микола Огоновський  (часи Польщі).
Жертвенність віруючих була велика. До церкви парафіяни горнулися, любили церковні відправи. Наприкінці 50-х років церква була знята з реєстрації, закрита. Тодішній райвиконком не раз намагався приміщення церкви «освоїти» (перемінити на магазин), але зустрічав впертий опір віруючих. Одного дня золотої осені 1984 р. під керівництвом Коломийського райвиконкому церква була «освоєна» під склад № 4 колгоспу «Зоря комунізму». Скинули хрести з куполів церкви, дзвін з дзвіниці, викинули речі з приміщення церкви і все на автомашинах вивезли. Люди з села гірко плакали, проклинали погромників, але це не помогло.
Страшне непоправне сталося 17 квітня 1986 р. напередодні Чорнобильської трагедії. Від дитячих пустощів з вогнем, як смолоскип згоріло церковне приміщення в Лісках. Дзвіницю погасили пожежники, а від церкви залишилось тільки згарище. Обгорів також пам'ятний хрест на відзначення 950-річчя Хрещення Руси-України.
Було б і до сьогодні стояло страшне згарище на церковному подвір'ї, якби не перебудова, якби пенсіонер Марусяк Іван Михайлович не організував всю громаду села на відновлення Божого храму за розміром і за формою. Цей самовідданий, ревний, невтомний чоловік, який не знає ні спокою, ні відпочинку вартий найбільшої похвали. За один рік, руками майстрів на пожертвування громади, при активній участі усіх Лісківчан знісся до небес, сягаючи срібними банями, храм св. Миколая. В храмове свято, 19 грудня 1990 року, архієпископ УАПЦ Івано-Франківський і Коломийський Андрій (Абрамчук) освятив з групою священників нову церкву. Перед тим 2 грудня 1990 року було освячено пам'ятний хрест на честь 1000-річчя Хрещення Руси-України. Перемагає нове мислення. Перемагає здоровий глузд. Нікому ж гірше від того не стане, що збудували нову церкву.
Велику культурно-релігійну діяльність у селі проводив за часів Австро-Угорщини о. Іван Ісаїв, а він гарно описав про це в своїх «Кілька споминів про Ліски», Львів, 1938 рік.
Ліски дуже релігійне село. Звідси вийшло шість священників: о. Теодор Коцаба, що відслужив свою першу службу 6.ІІІ 1937 році в Лісківській церкві, тепер проживає в США (помер у 1994 році), священник м. Снятин Михайло Марусяк, священник Печеніжина Михайло Коржинський, священник селища Старі Кути Дмитро Коцаба, священник с. Вовчківців Снятинського району Іван Коржинський  та священник с. Кутища Роман Коржинський.

#### Школа

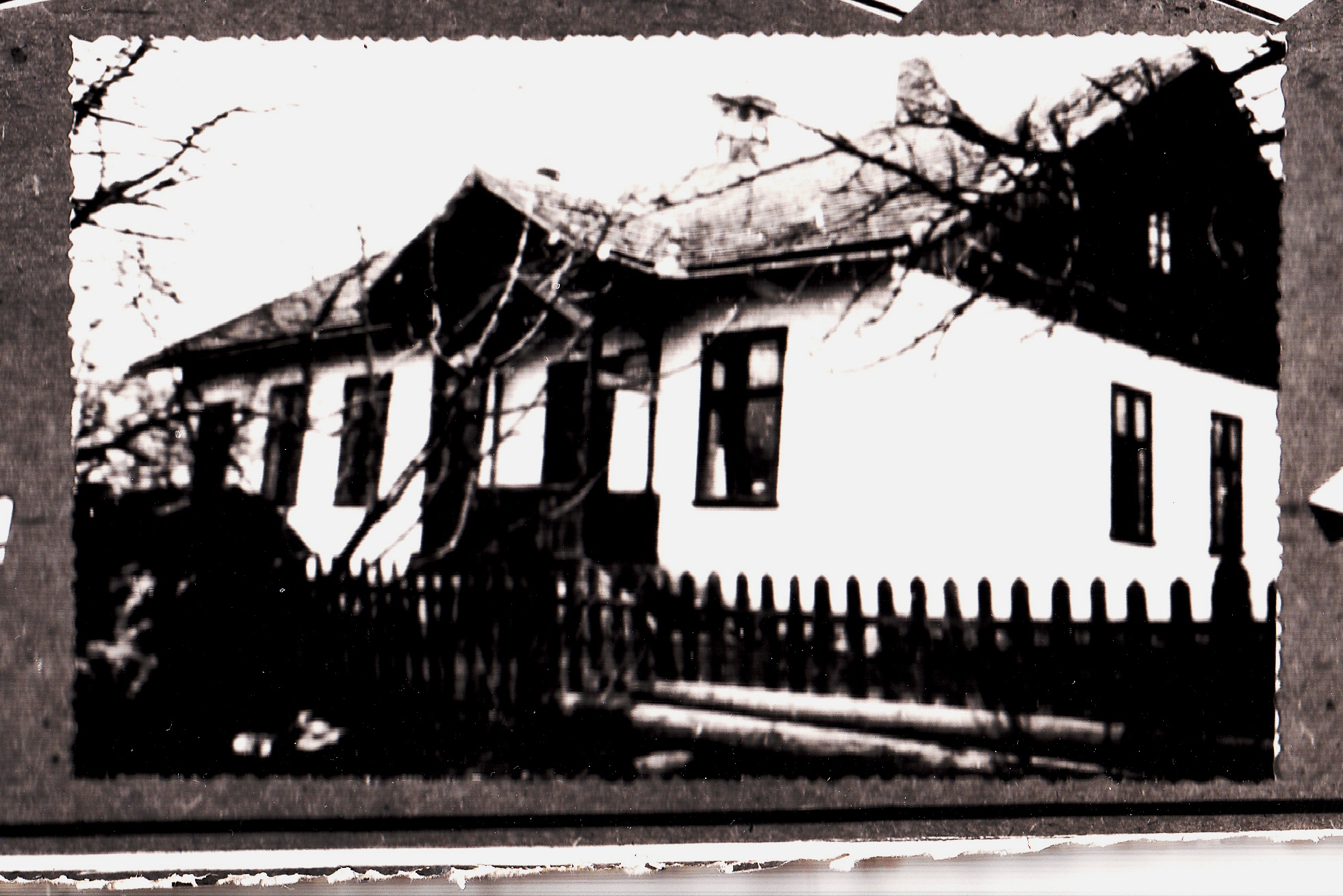
"Стара школа" реконструйована під музей Квітки Цісик.

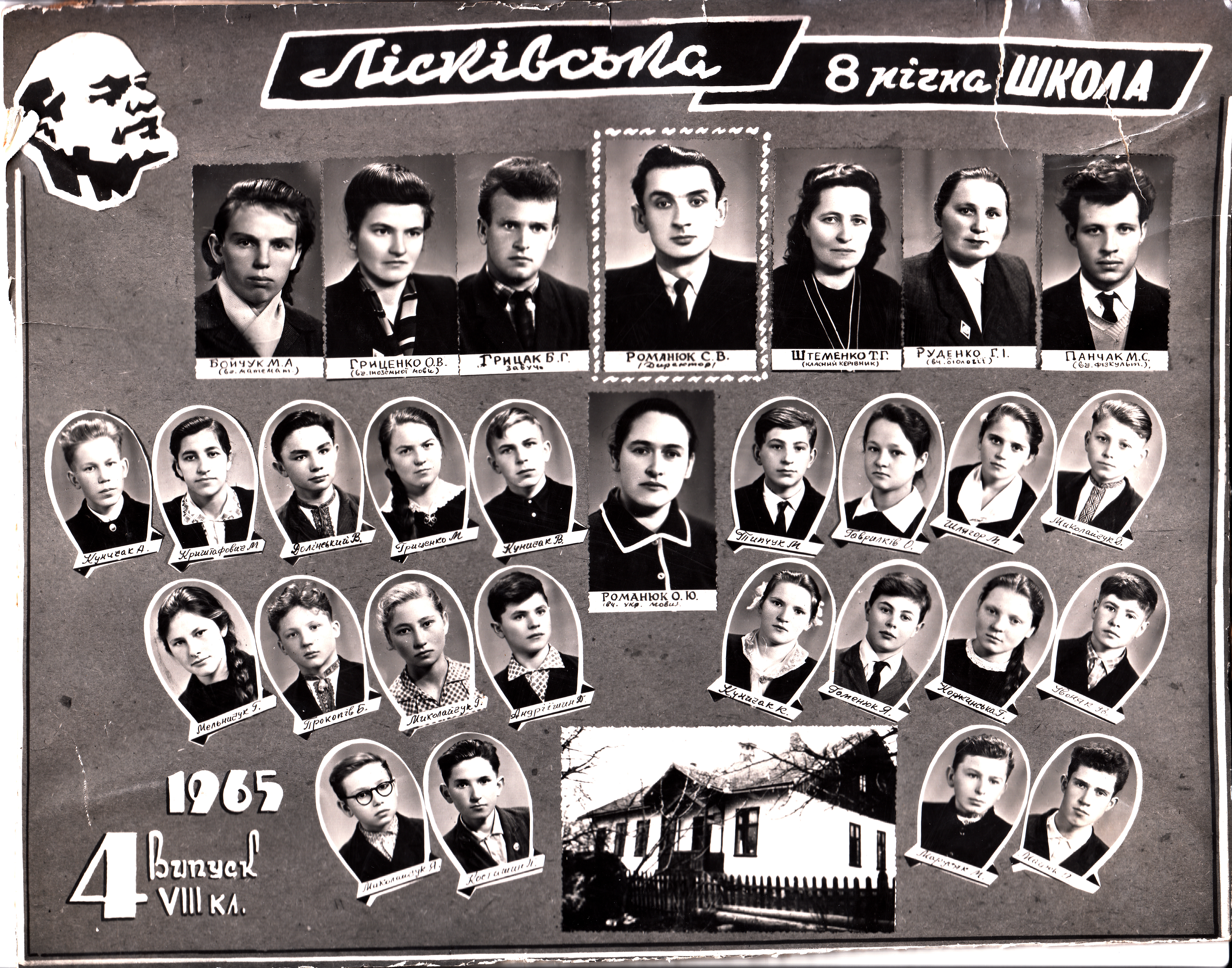
Вчителі і учні Лісківської восьмирічної школи 1965 рік.

Перша школа одноклясова була організована в звичайній хаті на кутку Запуст в 90-х роках XIX століття. Вчителем був Василь Запоточний. Щодо освіти о. Іван Ісаїв у своїй брошурі «Кілька споминів про Ліски» пише: «Рівень освіти був низький. Школа стара і дуже мала, тільки з однією клясою і одною учительською силою. Вчив пан Посипанко, але вже 2 місяці після мого приходу (в липні 1904 р.) став учителем пан Онисим Кочій. За нього рівень науки і превенція значно піднеслися… у 1907 р., коли я був предсідником місцевої шкільної Ради, дістало село позичку на будову школи і Лукин Шконденюк із Соколівки (багате село за Косовом) поставив дуже солідно збудований дерев'яний будинок у 1908 році.» Високий дах цієї школи, покритий червоною черепицею, було видно з деяких місць села. Цей «храм науки» багато десятиліть справно слугував дітям з Лісок.
У Лісках на цвинтарі є могила директора школи Онисима Кочія (1870—1927) і його дружини Юлії Кочій з Цісиків (1879—1924). Цей директор керував школою в Лісках 23 роки, і завоював великий авторитет і пошану у громадян села. Ось, що пише о. Іван Ісаїв про Кочія: «Майже одночасно зі мною, як я уже згадував, прийшов до Лісок ревний учитель і добрий громадянин о. Кочій, що між ін., вів „Сільський Господар“ як його голова та багато заслужився для села. Він і його жінка по війні померли, залишаючи незабезпечені діти. Тому ніхто з родини не міг поставити їм пам'ятника на горбі. Як гарно віддячилися йому його учні, теперішні діячі села! Обидва гроби обложили вони та поставили на них хрести з відповідними написами. Вони вміють бути вдячні».
У Лісках у подружжя народилися четверо дітей Анатолій, Надія, Іванна та Омельян. Анатолій помер в 12 років від туберкульозу. Громадсько-політична діячка, вчителька Надія Онисимівна Кочій, дружина відомого українського митця Лукавецького Ярослава Корниловича, виставка творів якого пройшла з великим успіхом недавно у Львові, Івано-Франківську, Коломиї.
Родина Лукавецьких була репресована за большевицької влади. Надія все своє свідоме життя мріяла Лісками, які вона дуже любила. Її син Мирон, відомий режисер Львівського дитячого театру, пише: «Наша мати все наше національне виховання завжди пов'язувала з Лісками». В 1991 її не стало. Похоронили її в Снятині. Іванна проживає в США. Там вона відома як театральна акторка Іванна Кочій-Кононів.
Другий син Кочія Омелько, був провідником служби безпеки в УПА, кличка «Левко», загинув у бою з більшовиками біля Станіслава в 1946 р.

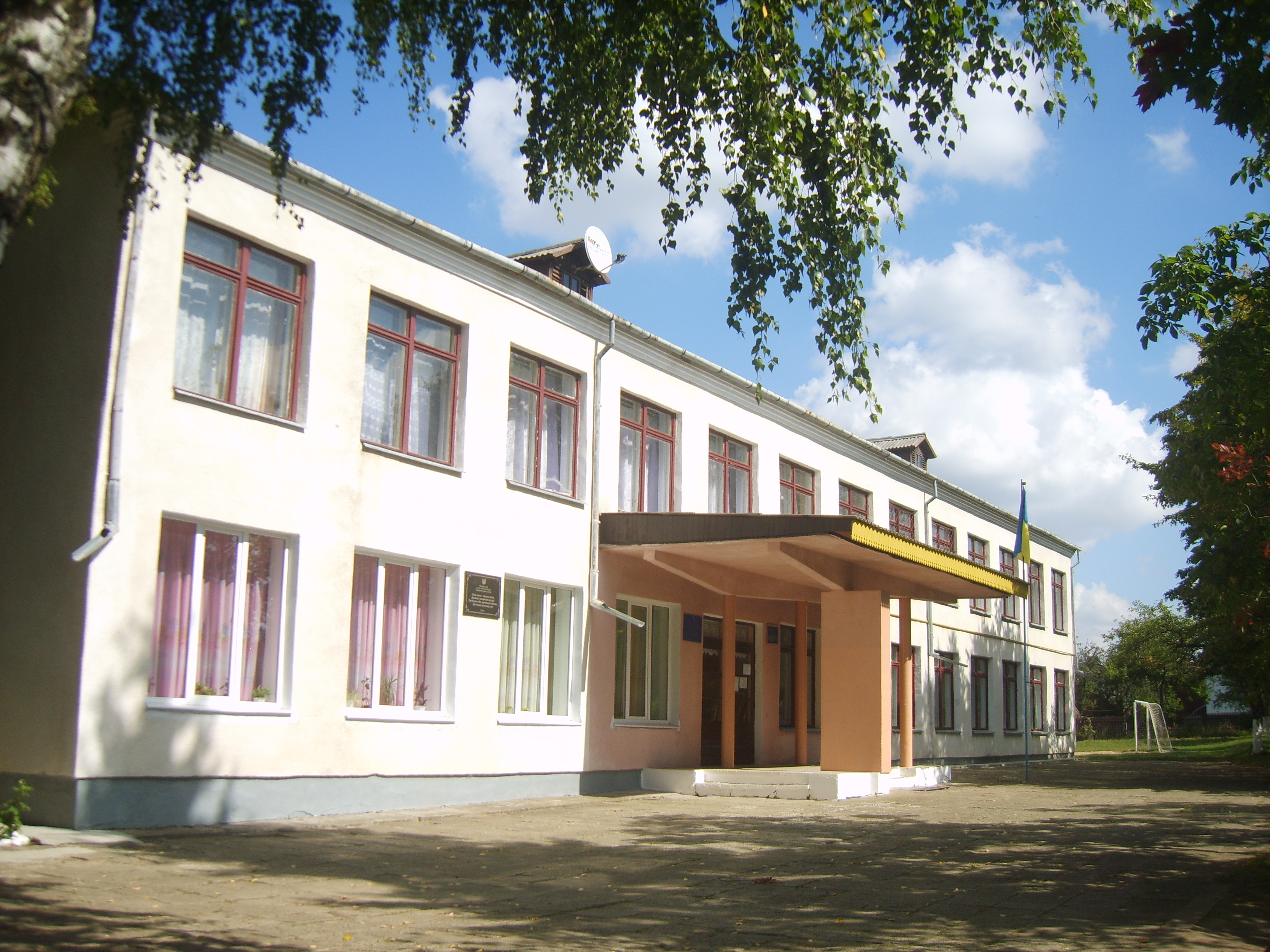
Сучасна школа в с.Ліки.

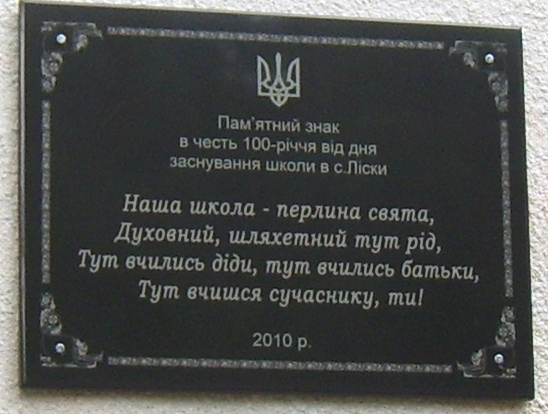
Пам'ятна дошка в честь 100-ліття школи

За Польщі в Лісках була чотирьохклясова публічна вселюдна двомовна школа. Директором школи була польська Стефанія Галенякова. В 30-ті роки, починаючи з 2-ї кляси, українською мовою викладалась тільки «руська» мова й релігія. Майже всі вчителі були поляками. Після II світової війни в Лісках працює початкова школа. Директором її був Венгринюк Ярослав Васильович родом із Шепаровець. Згодом школа стає семирічкою, а потім восьмирічкою. Тепер вона неповно середня. Має дев'ять кляс. Директорами були Краснова Надія Іполітівна, Штеменко Тетяна Гаврилівна, автор цієї статті (Романюк Степан Васильович). Мені прийшлося керувати школою в Лісках 25 років. Під час мого директорування в 1970 році місцевий колгосп — (голова Федосюк Микола Якович) збудував у Лісках прекрасний типовий будинок восьмирічної школи на 192 місця. Будівництво велось з лютого 1968 року по 1 вересня 1970 року. Вартість будівництва в тодішніх цінах 220 тис. крб. Здійснювалось будівництво під керівництвом доброго майстра з Жукотина Іванчука Михайла Миколайовича. В новій школі працює 12 вчителів. Є майстерні, спортзал, навчальні кабінети, котельня, їдальня. Умови для навчання акуратні. В 1988 році директором обрано Бойчука Дмитра Григоровича.

#### Культурна робота
У цьому селі проживав і тримав там пасіку дід Квітки Цісик. За часів диктаторської Польщі Ліски були одне з найпередовіших сіл Коломийського повіту за національною свідомістю та культурно-освітньою роботою. Праця різних гуртків пульсувала навколо читальні «Просвіта». Український національний театральний гурток у Лісках, в 1928 році, нараховував 17 членів. Його керівником був житель села, безробітний учитель Цісик Микола. Цей гурток кілька років їздив по селах з виставами «Назар Стодоля», «Запорожець за Дунаєм», «Невольник», «Дай серцю волю, заведе в неволю», «Ой не ходи Грицю, тай на вечорниці», щоб заробити гроші на будівництво будинку читальні «Просвіти» в Лісках. Цей культурно-мистецький заклад (нинішний клуб) було збудовано і освячено 1 вересня 1935 року. Хоровий гурток при читальні «Просвіти» в 1938 році нараховував 30 співаків. Диригентом був з Коломиї п. Стасюк, якого заарештувала польська поліція. Танцювальним гуртком також керував Цісик Микола, якого в 1941 р. замордували енкаведисти в Станіславові (сьогодні: Івано-Франківськ) перед приходом німців. Активну участь в культурному житті села брали батько Миколи Олекса Цісик та рідний брат Зиновій та Нюра Цісик. Уся родина Цісиків була обдарована широкими музичними талантами.

Клуб в с. Ліски збудований в 1935 році.

Численним кружком «Рідна школа» керував адвокат з Коломиї п. Новак. «Союз українок» організовував часто курси куховарства, рукоділля, взірцевої господині тощо.
Станом на 1 січня 1939 року Ліски мали всього населення 1440, у тому числі українців — 1380, поляків — 10, євреїв — 30, інших — 20.

### Нові окупанти
Селянські діти вчилися господарювати в ХВМ (гурток Хліборобського вишколу молоді). Кожної неділі чи свята проводилась в читальні «Просвіти» цікава робота, тут масово збиралися старі, молоді, навіть діти. Все хтось був з інтелігенції м. Коломиї. Раз на рік літом організувався фестон. Культурно-просвітницьке товариство «Просвіти» за «перших совітів» було визнано контрреволюційним і в 1940 році почалися масові арешти його членів. Було заарештовано в Лісках 17 найсвідоміших селян, які в часи панської Польщі тяжко працювали на землі, а в неділю чи свята йшли до читальні «Просвіта» і були активними читачами, брали участь в художній самодіяльності. Заарештовані зла нікому не причинили. Їх зненацька забрали від плуга, коси, ціпа у Станіславську горезвісну тюрму.
Одинадцять арештованих в село уже більше не повернулись. Їх замордували в кінці червня 1941 року, а останки чи не в могилах Дем'янового Лазу, Театрального скверу Івано-Франківська, чи в інших невідомих закапелках. Це Гоменюк Михайло Семенович (1909 р.н.), Гриценко Василь Михайлович (1897 р.н.), Запоточний Микола Васильович (1898 р.н.), Коцаба Іван Васильович 1914 р.н.), Коцаба Федір Васильович (1912 р.н.), Коржинський Дмитро Федорович (1914 р.н.), Коцаб'юк Григорій Федорович (1914 р.н.), Прокопів Василь Миколайович (1897 р.н.), Прокопів Іван Миколайович (1895 р.н.) Прокопів Дмитро Миколайович (1906 р.н.), Цісик Микола Олексійович — учитель (1904 р.н.).
Із шести, що повернулись додому, тільки Гритчук Іван Олексійович (1911 р.н.) та Прокопів Петро Миколайович (1909 р.н.) живі, мешкають у Лісках. Чотири з арештованих реабілітовані аж через 50 років.
За неперевіреними даними в той час пропали: Прокопів Петро Гаврилович, 1909 р.н., Прокопів Катерина Мик., Гритчук Іван Ол. (1901 р.н.), Семчук Дмитро.
До війни з Лісок було вивезено на Сибір сім'ї Николайчука Миколи, Коржинського Федора, Тимофіїва Івана, Гаврилкова Федора, Жигалюка Федора та Цісика Олекси.
Під час нацистської окупації все жидівське населення було знищене німцями, а залишився лише один жид Іцко Срулів, якого добрі люди переховували (він пізніше виїхав з СРСР). Тяжко жилося бідноті. В них забирали останню корову, а самих вивозили на роботу в Німеччину. З села Ліски вивезли 64 чоловіків, кількох дівчат, 4 чоловіки були розстріляні. В 1942 році в Лісках панував страшний голод. Не було що їсти. Кілька чоловіків з Лісок були в рядах УПА. 6 червня 1948 року в Лісках провокативний зрадник «Олесь» (Оманчуківський Михайло) зрадив кущового «Тараса» (житель Лісок Гритчук Іван Андрійович) і його помічника «Сяна». Невдовзі «Тарасові» вдалось вирватись на волю. Але знову зрада, засідка енкаведистів і смерть у нерівному бою.
У 1943 році в селі була збудована символічна могила «Борцям за волю України», але після II світової війни більшовики зруйнували її. Нову символічну могилу було збудовано літом 1990 року, а освячували її п'ять греко-католицьких священників 28 жовтня 1990 року, на чолі з єпископом Павлом Василиком.
Ліски на 1 січня 1992 року мають всього населення 970 осіб. Всі українці.

## Музей Квітки Цісик

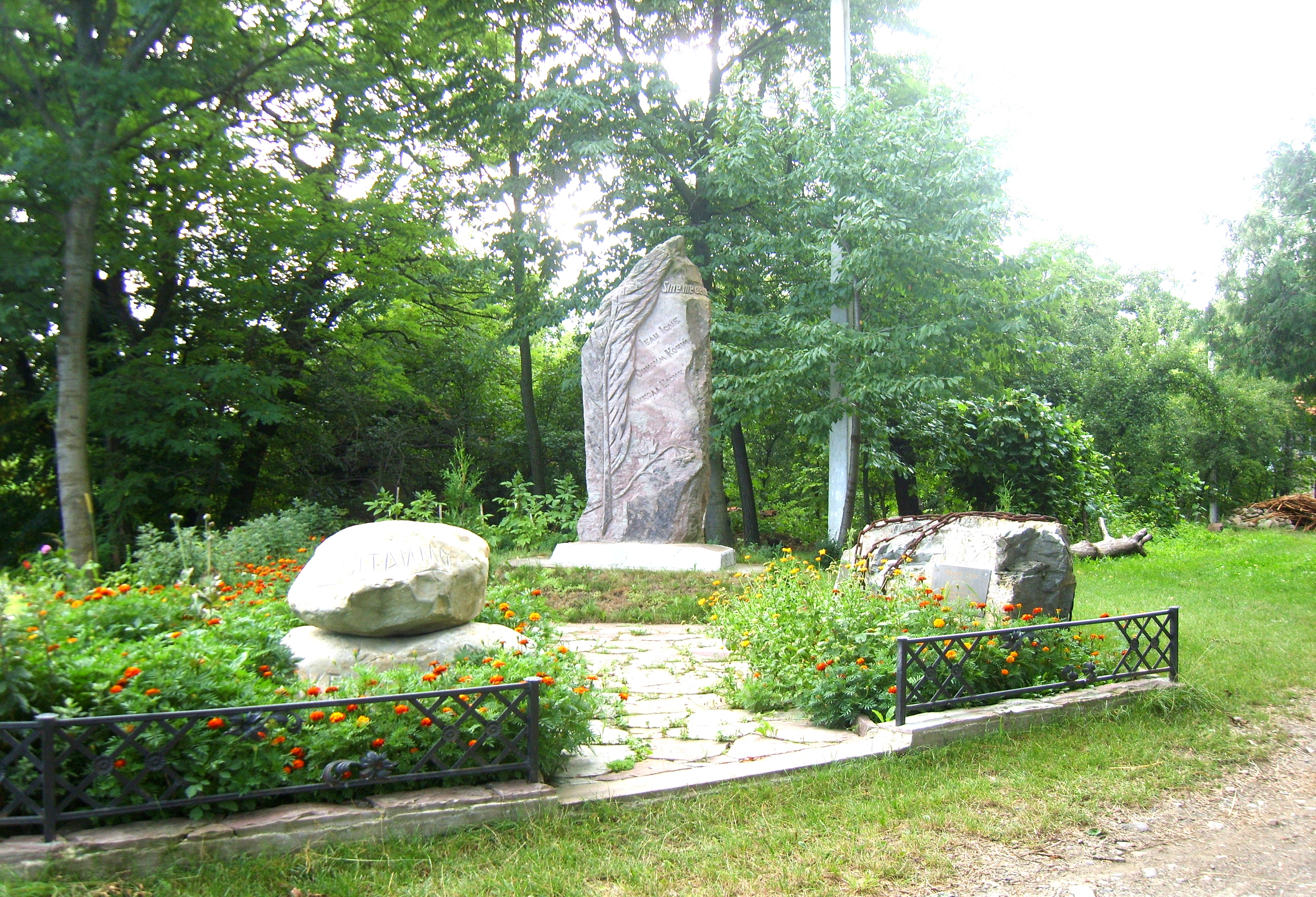

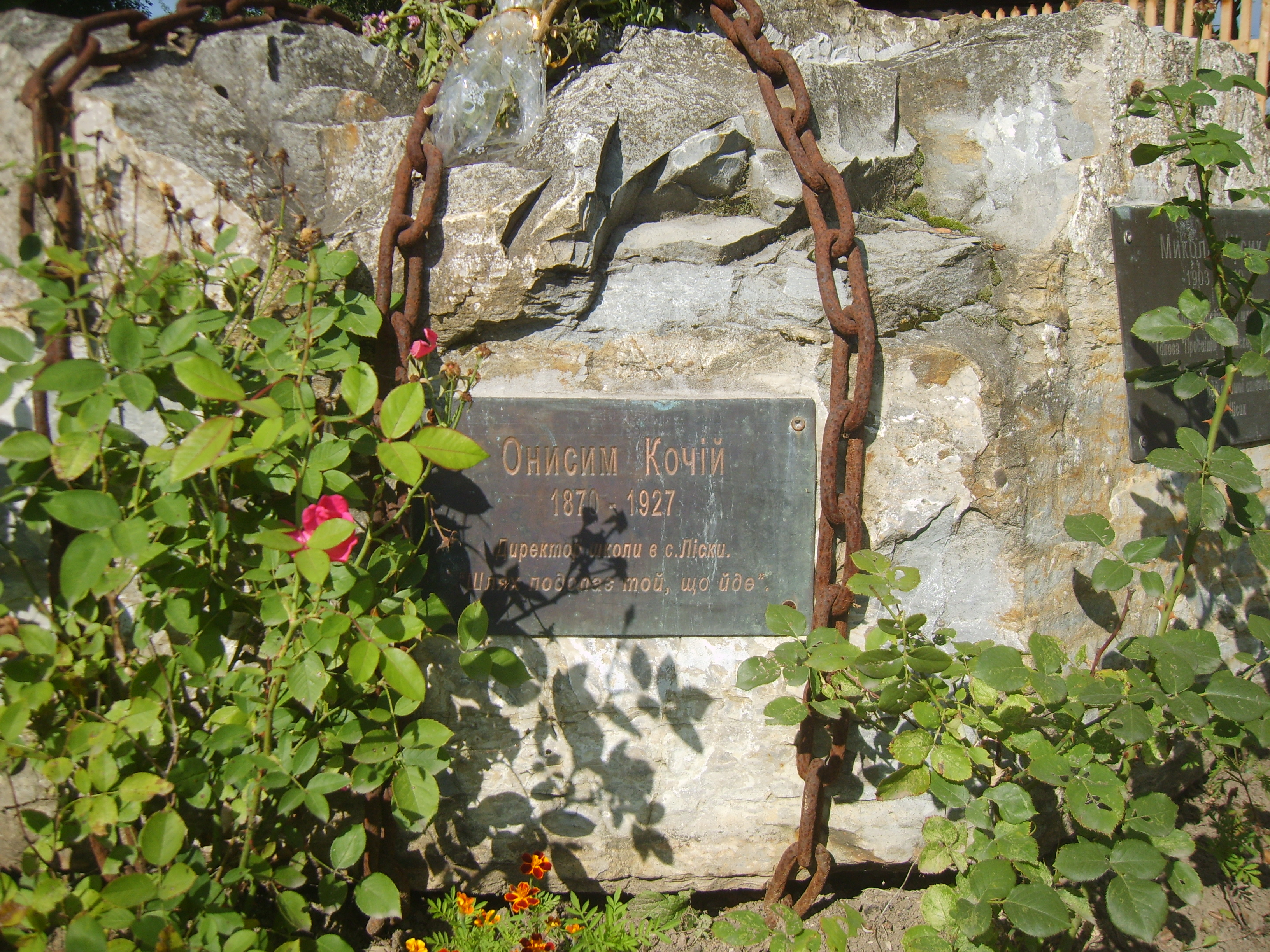

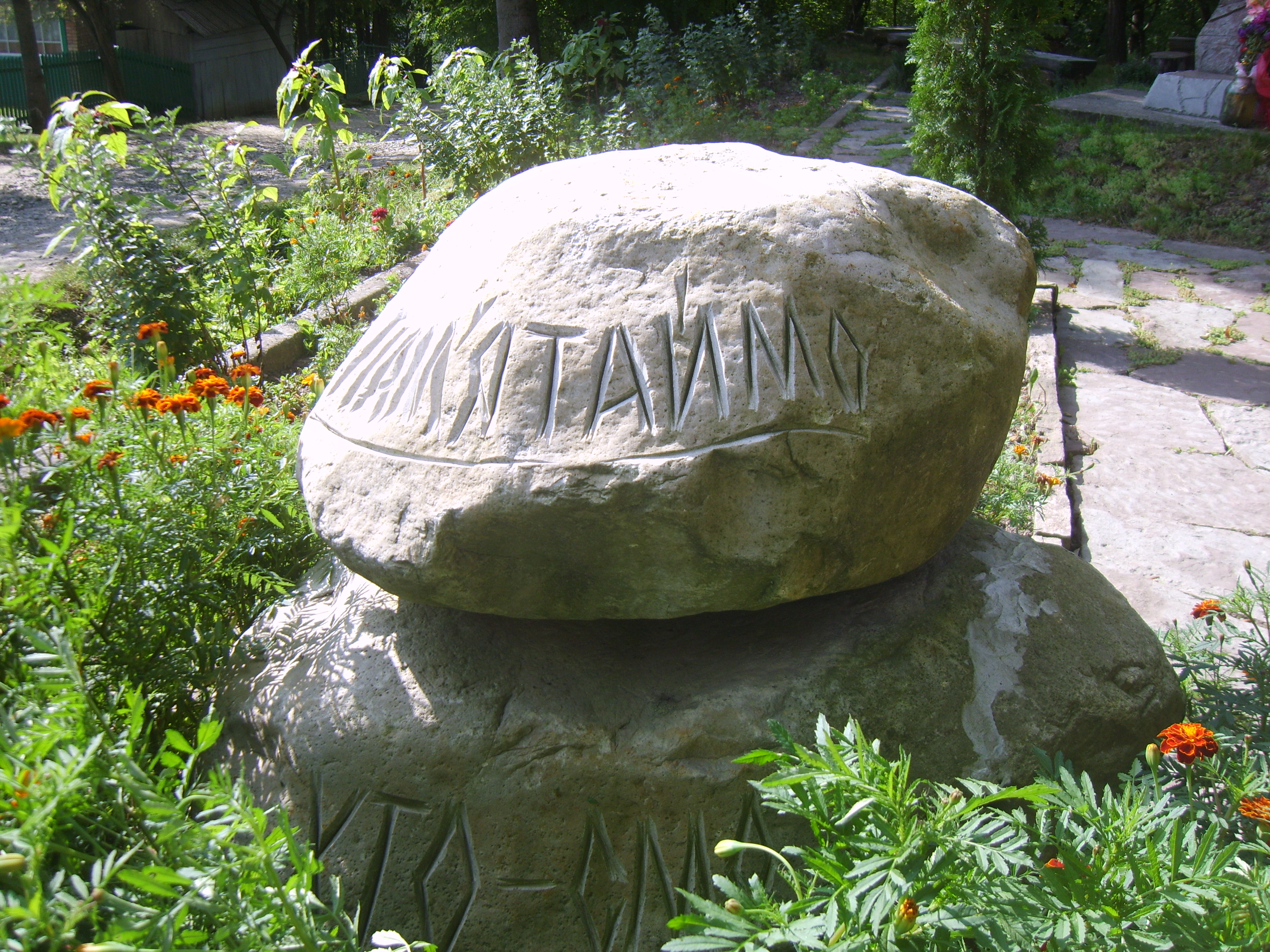

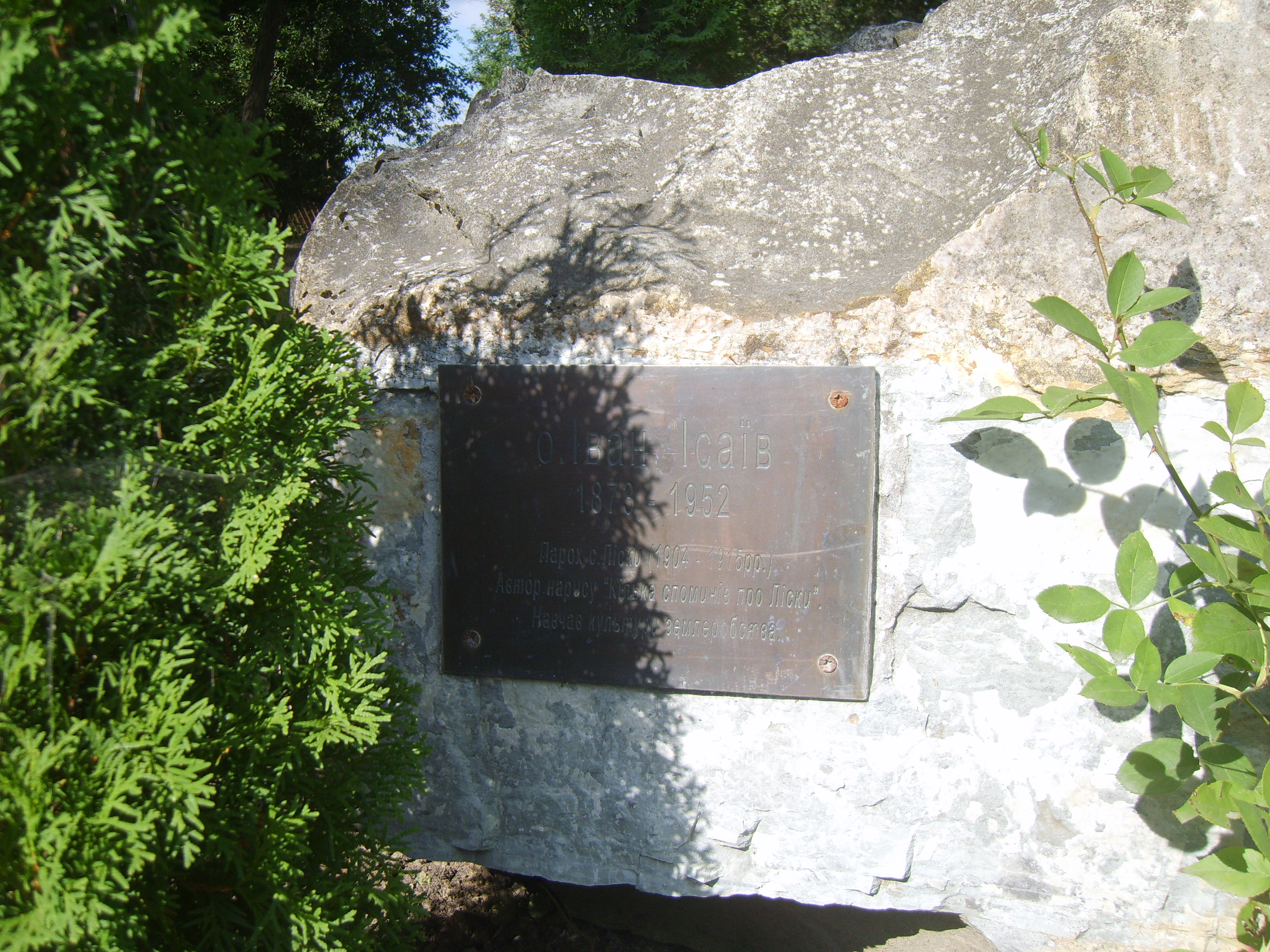

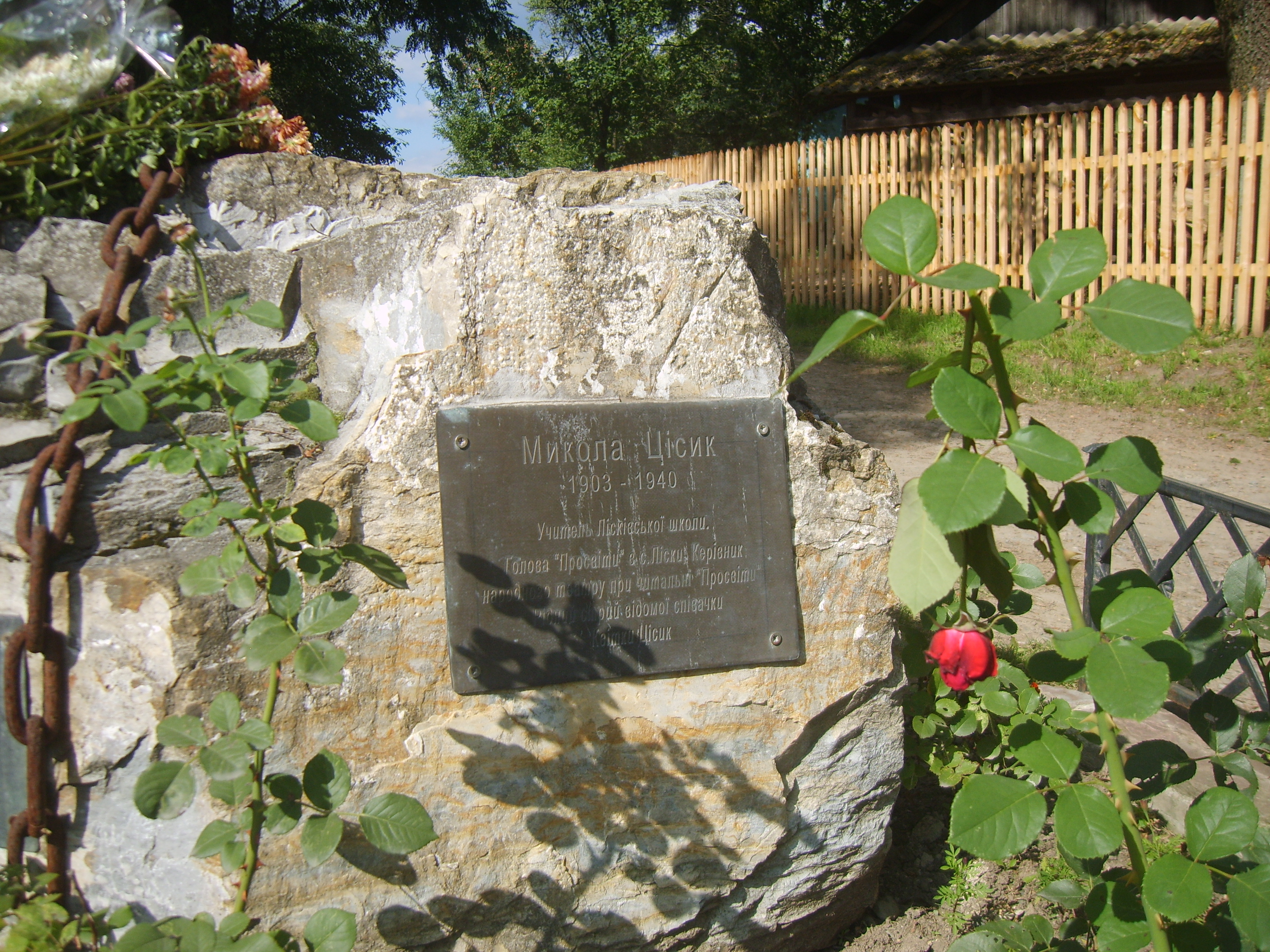
Пам'ятний куточок просвітителям с. Ліски біля музею Квітці Цісик

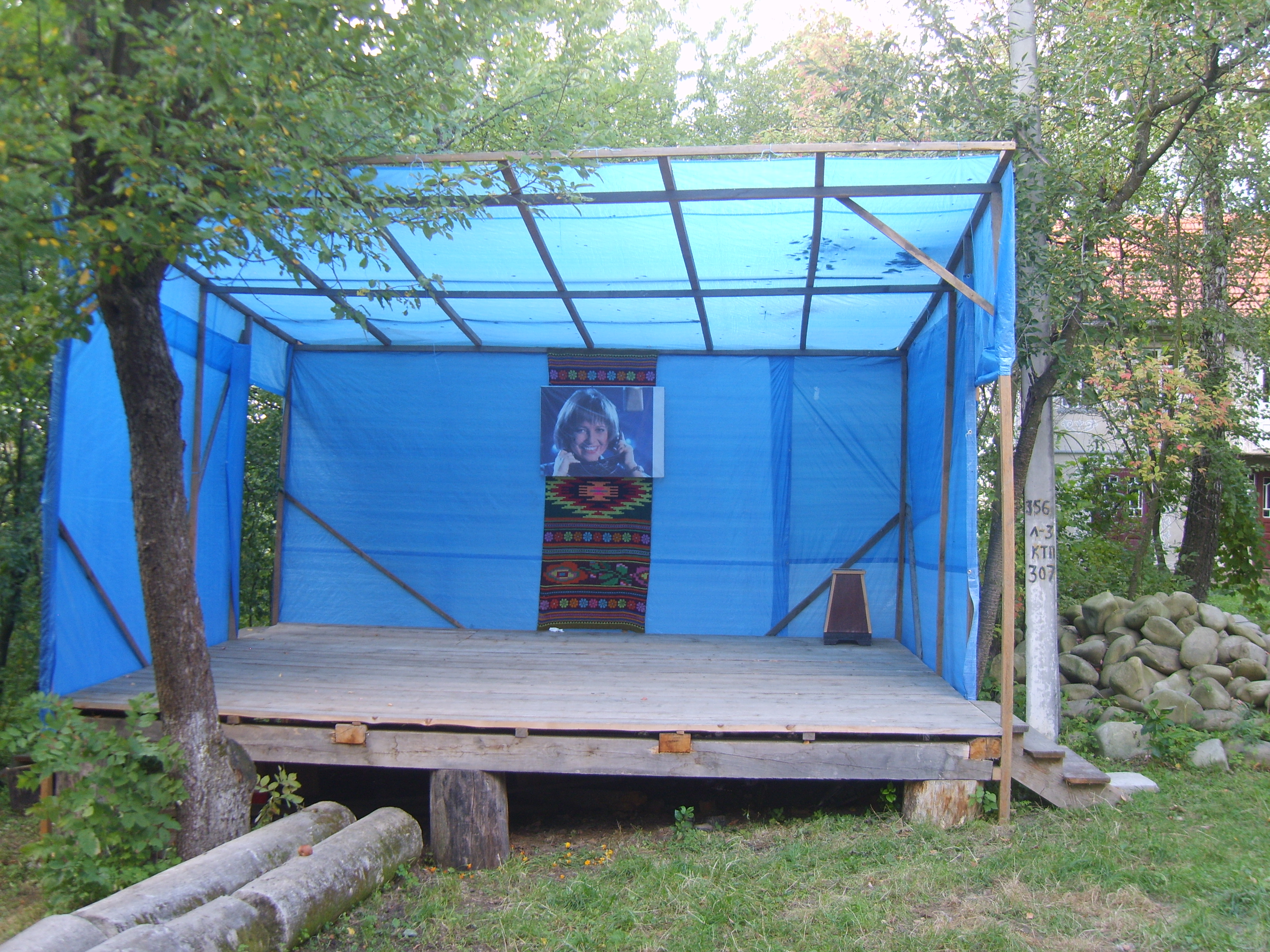
Тут відбуваються літературно-мистецькі фестивалі присв'ячені пам'яті Квітці Цісик.

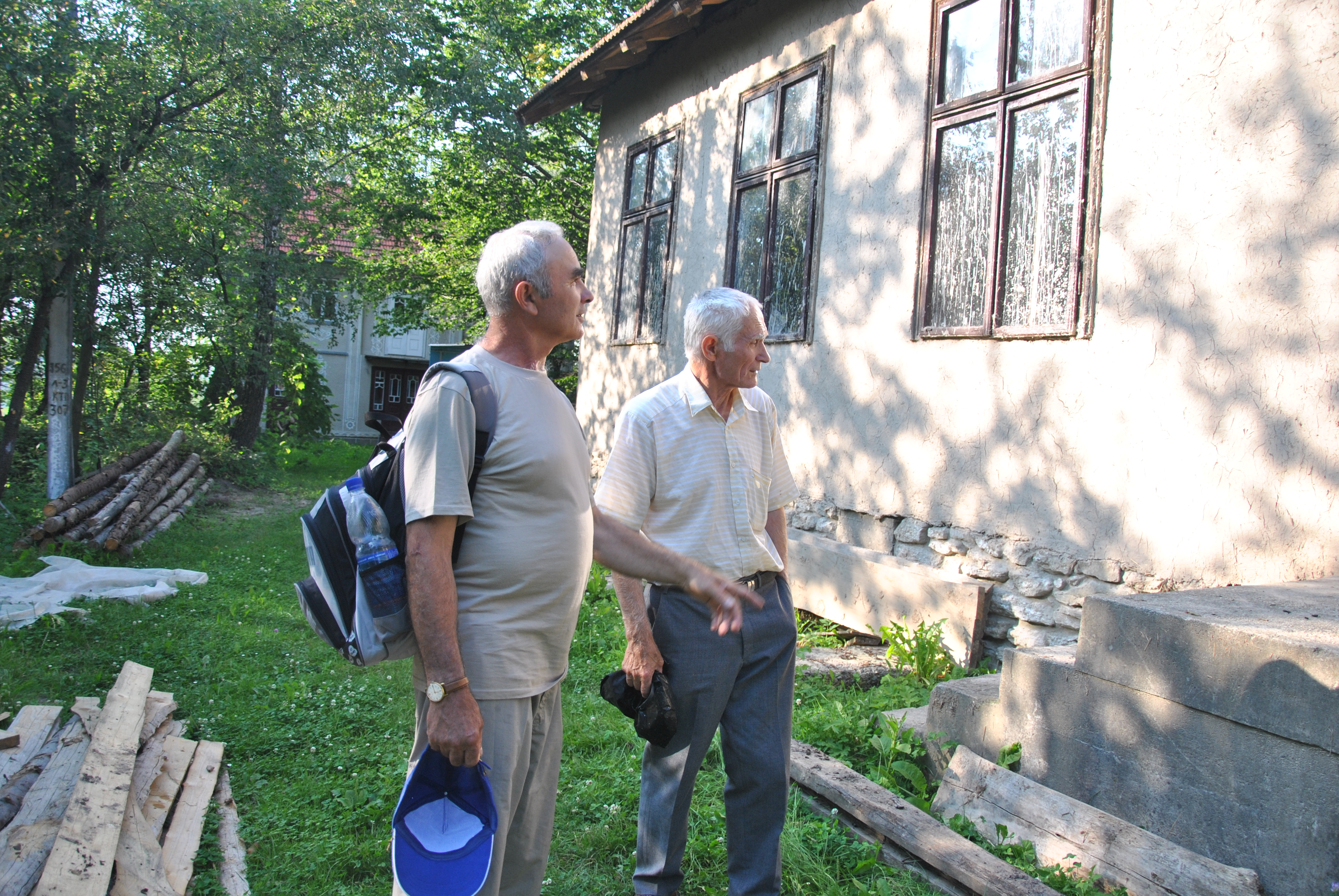
Реконструкція школи під музей

На початку вересня 2017 року в селі Ліски, на Циганському Горбі — приватному обійсті поета Ярослава Ясінського — відбувся 10-й літературно-мистецький фестиваль імені Квітки Цісик. На обійсті Ясінського стоїть недоторканним раритетом стара школа, у якій, за переказами, свого часу гостював митрополит Андрей Шептицький. Під час проведення фестивалю в одній з реставрованих кімнат школи відкрито другий за ліком меморіальний музей американської співачки українського походження Квітки Цісик, чиї предки походять з Лісок; тут на старому цвинтарі похована її бабця Марія Цісик. При вході на подвір'я колишньої школи, з лівого боку, знаходиться меморіальний куточок просвітителям села Лісок: Онисиму Кочію — директору школи (1870—1927), Миколі Цісику — учителю (1903—1940), священику Івану Ісаєву (1873—1952). Ініціатором і втіленням цього проекту був місцевий поет Ярослав Васильович Ясінський, який і вложив в реалізацію цього куточка свої кошти.